# 苏皖边区政府
苏皖边区政府是中国共产党成立的一个解放区政府，存在于1945年11月1日至1947年11月。1945年11月1日成立于江苏省清江市（淮阴县），1946年9月19日撤往山东，1947年11月撤销。
抗日战争期间，新四军在江苏北部的农村地区立足，逐渐控制大片农村地区，建立苏中、苏北、淮南、淮北四个解放区，在盐城设立军部。1945年8月，日本投降时，新四军攻占了清江浦。中共中央华中分局和新四军华中军区于1945年10月24日在淮安成立。11月1日，苏皖边区政府在清江市宣告成立，以清江浦为首府，是中国共产党领导下的苏中、苏北、淮南、淮北四个解放区的民主联合政府。全边区共辖江苏、安徽、河南三省境内的53个旧县治，共划分为8个行政区，与华中分局下属8个地委相一致，各行政区专员公署直属边区政府领导。
- 边区政府主席李一民
- 副主席刘瑞龙、季方、方毅
- 建设厅
  - 水利局
    - 工务科长钱正英
- 第一专署：1945年12月，原苏中第三、四行政区合并，组建苏皖边区第一行政区，原苏中第三、四行政区专员公署撤销，成立第一行政区专员公署，管辖十县：东南，南通、如东、如皋、东台、台北、紫石、泰兴、泰州、靖江[1]。
- 第七专署：淮北路东。辖泗南、泗县、泗阳、泗宿、邳睢、睢宁、铜睢、泗宿铜、盱凤嘉、灵璧、宿县、五河、洪泽13县，400万人口。专员张辑五，副专员王烽舞、苌宗商。

自1945年由春入夏以来，苏皖边区遭旱灾，到7月间又遭水灾，7、8月间又遭蝗灾，灾民占全区人口三分之二。进入1946年又遇春荒。为此，边区政府从组织灾民生产与进行社会救济两方面着手。1946年2月中旬，水利局召开境内运河各汛区修守员会议，整顿恢复了旧河工组织，并规定在职人员一律参加此次运河春修工程。边区政府还发布关于兴修水利的训令，并制颁《苏皖边区兴修水利暂行办法》。建设厅将运河分为三段治理。南段从平桥到邵伯长99公里，属第二行政区。平桥以上到淮阴双金闸（盐河口）为中段，长64公里，属第五行政区。北段从双金闸到邳县，长135公里，属第六、七行政区。三段工程于3月至4月之间陆续开工。运河春修工程到6月8日全部完工。总计动员群众近4万人，用费合法币8亿元。共修复残破堤岸247处，修筑埽土护岸工程21处，修治闸坝7处，中段并进行拆坝修滩工程，共计用土48万2865公方。由于以上工程的完成，使得抗战期间为敌伪及国军毁坏而陷于支离破碎的运河堤恢复到抗战前的防水强度。工代赈使沿河13县的15万灾民（连民夫家属在内）得以安度灾荒。
1946年9月15日，国民党军第七军、整编第七十四师、第二十八师分两路猛攻淮阴（清江浦）。经5天激战，1946年9月19日晨，新四军撤出淮阴，苏皖边区政府同日随之撤离，经汤沟撤往山东。淮南解放区全面落入国民党军队手中。1947年11月，华中行政办事处在射阳县耦耕堂召开成立大会，领导原苏皖边区政府所辖第一、第二、第五、第六、第七、第九专署，苏皖边区政府正式撤销。1949年4月，苏北行署区和皖北行署区分别成立，华中行政办事处撤销。其中苏北行政公署管辖泰州、扬州、盐城、淮阴、南通专员公署，即原第一、第二、第五、第六、第九专员公署。